# Swetlana Wiktorowna Chodtschenkowa

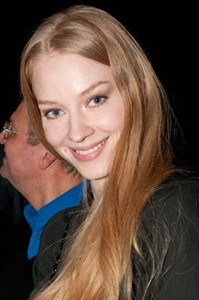
Swetlana Chodtschenkowa (2010)

Swetlana Wiktorowna Chodtschenkowa (russisch Светлана Викторовна Ходченкова; * 21. Januar 1983 in Moskau, Sowjetunion) ist eine russische Fernseh- und Filmschauspielerin sowie Model.

## Leben
Ihre erste Hauptrolle bekam Chodtschenkowa 2003 im Film Segnet die Frau an der Seite von Alexander Balujew und Alexander Michailow. Für ihre Rolle in dem 2008 veröffentlichten Film Klein-Moskau erhielt sie beim Polnischen Filmpreis eine Nominierung als Beste Nebendarstellerin. Ihre im deutschsprachigen Raum bekanntesten Rollen sind die der Viper/Dr. Green im Film Wolverine: Weg des Kriegers (Originaltitel: The Wolverine) und als Irina in Dame, König, As, Spion (Originaltitel: Tinker Tailor Soldier Spy). 2015 spielte sie die mittelalterliche Serienmörderin Elisabeth Báthory in Die dunkle Gräfin.

## Privatleben
Chodtschenkowa heiratete am 13. Dezember 2005 ihren ehemaligen Klassenkameraden Wladimir Jaglytsch, von welchem sie im Jahr 2010 geschieden wurde. Von 2015 bis 2016 war sie mit dem russischen Geschäftsmann Georgi Petrischin liiert.

## Filmografie (Auswahl)
- 2003: Segnet die Frau (Благословите женщину)
- 2004: Karussell (Карусель)
- 2008: Klein-Moskau (Mała Moskwa)
- 2011: Dame, König, As, Spion (Tinker Tailor Soldier Spy)
- 2013: Metro – Im Netz des Todes (Метро)
- 2013: Wolverine: Weg des Kriegers (The Wolverine)
- 2014: Napoleon 1812 – Krieg, Liebe, Verrat (Vasilisa)
- 2015: Die dunkle Gräfin (Krowawaja ledi Batori)
- 2016: Viking (Викинг)
- 2018: Dowlatow (Довлатов)
- 2019: Rodin – Spy, Agent, Hero
- 2021: Delo (Дело)
- 2022: Drugoje imja (другое имя)